# Miostrah
Miostrah är ett samhälle i Bosnien och Hercegovina.   Det ligger i entiteten Federationen Bosnien och Hercegovina, i den nordvästra delen av landet, 220 km nordväst om huvudstaden Sarajevo. Miostrah ligger 357 meter över havet och antalet invånare är 1 437.
Terrängen runt Miostrah är kuperad åt sydost, men åt nordväst är den platt. Terrängen runt Miostrah sluttar norrut. Runt Miostrah är det ganska tätbefolkat, med 93 invånare per kvadratkilometer.. Närmaste större samhälle är Bihać, 14,5 km sydväst om Miostrah. 
I omgivningarna runt Miostrah växer i huvudsak lövfällande lövskog.